# Adiel Dierkens
Pour les articles homonymes, voir Dierkens.
Adile (Adiel) Dierkens, né le 27 février 1878 à Oostrozebeke et décédé à Roulers le 17 septembre 1951 fut un homme politique flamand, membre du parti ouvrier belge.
Fils d'ouvriers, il fut employé et tisserand. Il fut secrétaire de syndicat dès 1906 à Menin; membre du conseil communal de Roulers (1921-51). Il fut élu député de l'arrondissement de Roulers-Tielt à la Chambre des Représentants (1919-46).
Il fut créé commandeur de l'ordre de Léopold et médaille civique 1e classe.

## Sources
- Bio sur ODIS